# Allominettia woldae
Allominettia woldae är en tvåvingeart som först beskrevs av Edward Broadhead 1989. Allominettia woldae ingår i släktet Allominettia och familjen lövflugor.
Artens utbredningsområde är Panama. Inga underarter finns listade i Catalogue of Life.